# Jan Lammers
Johannes Lammers (Zandvoort, 2 de junio de 1956), más conocido como Jan Lammers, es un piloto neerlandés que participó en Fórmula 3 Europea, Fórmula 1 y 24 Horas de Le Mans, entre otras competiciones. Desde 2005, fue propietario del equipo neerlandés de A1 Grand Prix.

## Carrera
Después de ganar el campeonato de Fórmula 3 Europea en 1978, Lammers inició su carrera en Fórmula 1 el año siguiente con el equipo Shadow-Ford, en el Gran Premio de Argentina de 1979, donde no pudo puntuar al tener que retirarse tras 42 vueltas de 53. Lammers pasó las temporadas 1980 y 1981 de F1 con el equipo alemán ATS y posteriormente con el equipo británico Ensign. En 1982, pasó a formar parte de Theodore Racing, pero su temporada fue un desastre al no puntuar en ningún Gran Premio e probó la CART World Series antes de participar en las carreras de resistencia.
En 1988, Lammers, junto con Andy Wallace y Johnny Dumfries, escribió otro capítulo en la historia de las 24 Horas de Le Mans. En un Jaguar condujo 13 de las 24 Horas que dura la competición, logrando batir contra todo pronóstico al equipo Porsche que había permanecido imbatible desde 1982. Lammers y el equipo lograron acabar en primera posición a pesar de una fractura en la caja de cambios. Fue la primera victoria de Jaguar desde 1957.
Por esta hazaña, Jan Lammers recibió el título de miembro honorario de la British Racing Drivers' Club (BRDC), una distinción que rara vez es otorgada a los no residentes de Gran Bretaña. Otras personas que recibieron tal distinción a pesar de no ser británicos fueron el empresario italiano Enzo Ferrari y el pentacampeón de Fórmula 1 argentino Juan Manuel Fangio.
Lammers ganó las 24 Horas de Daytona de 1990 conduciendo un Jaguar XJR-12, junto a Davy Jones y Andy Wallace. En 1992, Lammers volvió a la F1 con el equipo March Engineering. Aunque estaba previsto que Lammers siguiera en la siguiente temporada, no pudo materializarse al entrar en quiebra su equipo.
También participó en el Campeonato Británico de Turismos, con un automóvil con carrocería familiar: el Volvo 850.
En 1999 inició su propio equipo de competición, el Racing for Holland, participando en el Campeonato de la FIA de Sport Prototipos junto con su compañero y aprendiz Val Hillebrand. En 2002 y 2003 obtuvo el Premio FIA tras ganar el campeonato en esos años.
Desde enero de 2005, Lammers también es propietario del equipo neerlandés de A1 Grand Prix, con los pilotos Jos Verstappen durante la primera temporada y Jeroen Bleekemolen y Renger van der Zande durante la segunda temporada.
Lammers participado en tres Grand Prix Masters. Un séptimo lugar en la carrera de Catar fue su mejor resultado.
Tiene un récord, compartido con el italiano Luca Badoer, consistente en regresar a Fórmula 1 después de 10 años sin correr en dicha competición.

## Resultados

### Fórmula 1
| Año  | Escudería            | 1       | 2       | 3       | 4       | 5       | 6       | 7       | 8       | 9       | 10      | 11      | 12      | 13      | 14      | 15      | 16     | Pos. | Puntos |
| ---- | -------------------- | ------- | ------- | ------- | ------- | ------- | ------- | ------- | ------- | ------- | ------- | ------- | ------- | ------- | ------- | ------- | ------ | ---- | ------ |
| 1979 | Shadow Racing Team   | ARG Ret | BRA 14  | RSA Ret | USW Ret | ESP 12  | BEL 10  | MON DNQ | FRA 18  | GBR 11  | GER 10  | AUT Ret | NED Ret | ITA DNQ | CAN 9   | USA DNQ |        | NC   | 0      |
| 1980 | Team ATS             | ARG DNQ | BRA DNQ | RSA DNQ | USW Ret | BEL 12  | MON NC  |         |         |         |         |         |         |         |         |         |        | NC   | 0      |
| 1980 | Unipart Racing Team  |         |         |         |         |         |         | FRA DNQ | GBR DNQ | GER 14  | AUT DNQ | NED DNQ | ITA DNQ | CAN 12  | USA Ret |         |        | NC   | 0      |
| 1981 | Team ATS             | USW Ret | BRA DNQ | ARG 12  | SMR DNQ | BEL     | MON     | ESP     | FRA     | GBR     | GER     | AUT     | NED     | ITA     | CAN     | LVS     |        | NC   | 0      |
| 1982 | Theodore Racing Team | RSA     | BRA     | USW     | SMR     | BEL DNQ | MON DNQ | USE DNQ | CAN     | NED Ret | GBR DNQ | FRA DNQ | GER     | AUT     | SUI     | ITA     | LVS    | NC   | 0      |
| 1992 | March F1             | RSA     | MEX     | BRA     | ESP     | SMR     | MON     | CAN     | FRA     | GBR     | GER     | HUN     | BEL     | ITA     | POR     | JPN Ret | AUS 12 | NC   | 0      |

### Rally Dakar
| Año     | Categoría | Vehículo | Posición | Etapas |
| ------- | --------- | -------- | -------- | ------ |
| 2010    | Camiones  | Ginaf    | Ret.     | -      |
| 2011    | Camiones  | Ginaf    | 19.º     | -      |
| 2012    | Camiones  | Ginaf    | 33.º     | -      |
| 2013    | Camiones  | Ginaf    | 25.º     | -      |
| 2014    | Camiones  | Ginaf    | Ret.     | -      |
| 2015    | Camiones  | Ginaf    | Ret.     | -      |
| 2016    | Camiones  | Ginaf    | Ret.     | -      |
| Fuente: |           |          |          |        |

### Campeonato Mundial de Resistencia de la FIA
(Clave) (negrita indica pole position) (cursiva indica vuelta rápida)

| Año     | Escudería             | Clase | Automóvil           | 1   | 2   | 3   | 4   | 5   | 6   | 7   | 8   | Pos. | Puntos | Ref.  |
| ------- | --------------------- | ----- | ------------------- | --- | --- | --- | --- | --- | --- | --- | --- | ---- | ------ | ----- |
| 2018-19 | Racing Team Nederland | LMP2  | Dallara P217-Gibson | SPA | LMS | SIL | FUJ | SHA | SEB | SPA | LMS | 14.º | 21     | [ 2 ] |
| 2018-19 | Racing Team Nederland | LMP2  | Dallara P217-Gibson | 7   | 5   |     |     |     |     |     |     | 14.º | 21     | [ 2 ] |